# (793) Arizona
(793) Arizona ist ein Asteroid des Hauptgürtels, der am 9. April 1907 vom US-amerikanischen Amateur-Astronomen Percival Lowell in Flagstaff entdeckt wurde.
Der Name ist abgeleitet vom US-amerikanischen Bundesstaat Arizona, wo er – in dem nach seinem Entdecker und Gründer benannten Lowell-Observatorium – entdeckt wurde. 